# Heinrich-Laehr-Park
Der Heinrich-Laehr-Park liegt im Berliner Ortsteil Zehlendorf. Er ist nach Bernhard Heinrich Laehr, einem deutschen Mediziner benannt, der im 19. Jahrhundert eine Nervenheilanstalt – unter anderem auf dem heutigen Parkgelände – gründete. Der Park ist rund 800 Meter lang und rund 200 Meter breit und zählt damit zu den größten des Ortsteils.

## Geschichte

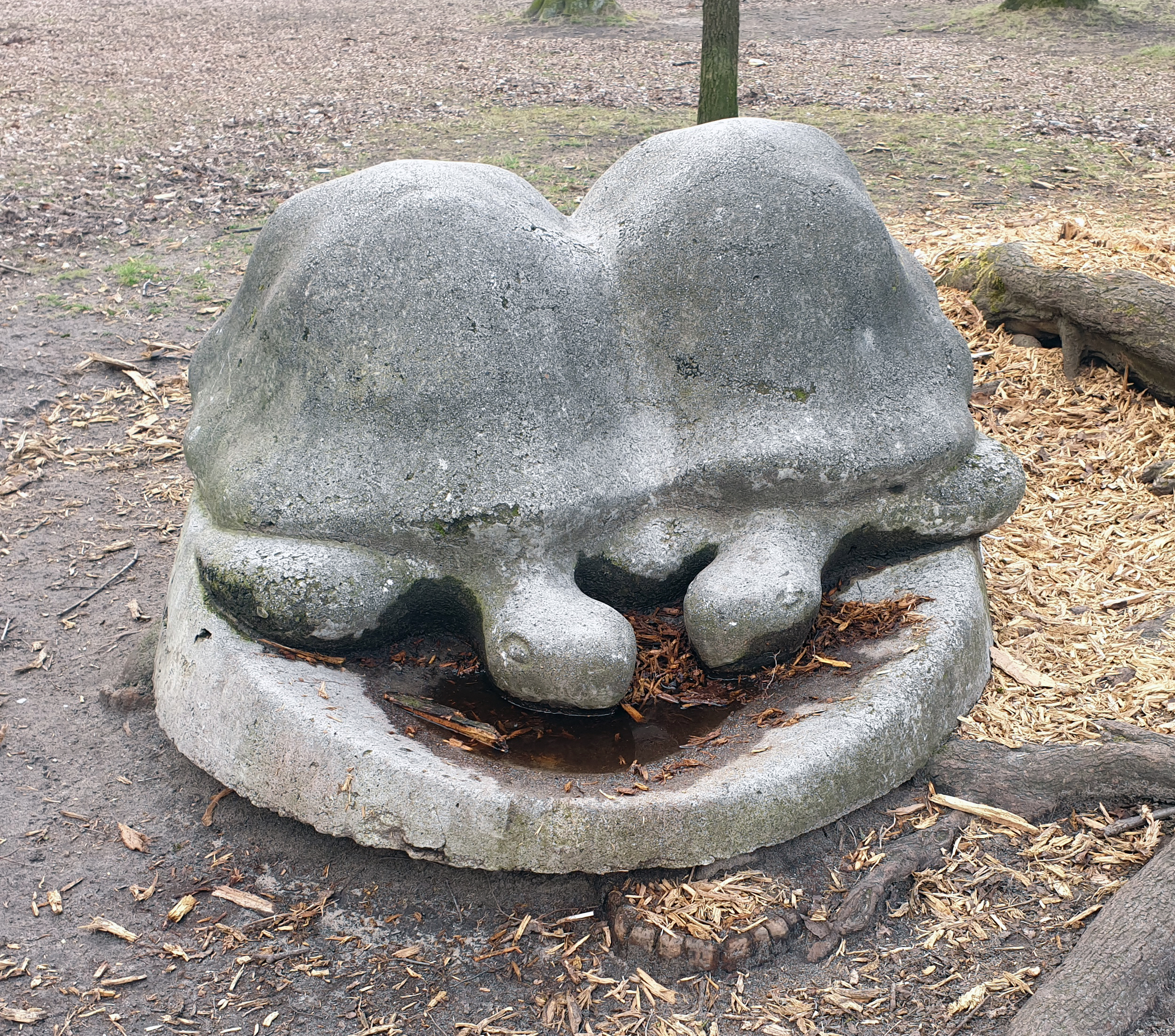
Schildkrötengruppe von Christian Theunert

Laehr kaufte 1853 in Schönow Land und gründete dort eine private Heilanstalt für psychisch erkrankte Frauen, die Nervenheilanstalt „Schweizer Hof“. Auf dem 270 Hektar großen Gelände ließ Laehr weitläufige Park- und Ackerflächen anlegen. 1906, ein Jahr nach seinem Tod, widmete man ihm den südlichen Teil der Anlage. Sein Sohn führte die Klinik bis zu seinem Tod 1929 weiter. Anschließend fiel das Grundstück an die Stadt Berlin mit der Auflage, die Fläche für soziale Einrichtungen zu nutzen. Dennoch wurde ein Großteil des Schweizer Hofes abgerissen. Es entstanden Wohnhäuser für Senioren, ein Seniorenheim sowie die Kirchliche Hochschule Berlin-Zehlendorf. Neben dem bereits bestehenden Heinrich-Laehr-Park entstand so der Schönower Park mit dem Grab von Heinrich Laehr sowie der Schweizerhofpark, mit dessen Namensgebung an die Anstalt erinnert werden soll. 1957 stellte der Bezirk im Park eine Skulptur aus Kunststein von Christian Theunert mit dem Titel Schildkrötengruppe auf. 1963 wurde das Gelände zum Landschaftsschutzgebiet erklärt.